# Karuzela
Karuzela (с пол. — «карусель») — польский литературно-художественный журнал сатиры и юмора, выходивший два раза в неделю в Лодзи с 1956 по 1992 год.

## История
Название журнала — отсылка к выходившему в Лодзи с 1936 по 1939 год периодическому изданию Karuzela. Obrazkowy tygodnik przygód ciekawych i wesołych (с пол. — «Карусель. Иллюстрированный еженедельник весёлых и интересных приключений»). Журнал печатали на газетной бумаге формата А4, по качеству полиграфии он уступал «Шпилькам»
С 1992 года — приложение к периодическому изданию Express Wieczorny.
В разное время в издании работали польский писатель-фантаст и сатирик Яцек Савашкевич (1947—1999), карикатуристы Станислав (Ибис) Гратковский (1923—1988), Мариан Матоха (р. 1935), Юлиан Жебровский (1915—2002), график Игнацы Булла (р. 1940), автор комиксов Ежи Врублевский (1941—1991), писатель Хорацы Сафрин (1899—1980) и другие.